# Camogli-Gesundheitszentrum
Das Camogli-Gesundheitszentrum (englisch Camogli Healthcare Centre) ist das einzige Krankenhaus von Tristan da Cunha, einem gleichberechtigten Teil des Britischen Überseegebietes St. Helena, Ascension und Tristan da Cunha. Es befindet sich in Edinburgh of the Seven Seas.

## Geschichte

### Camogli Hospital
Das Camogli-Krankenhaus (englisch Camogli Hospital) wurde 1971 erbaut und ersetzte damit das 1942 errichtete provisorische Station Hospital. Vor 1942 gab es auf der Insel keinen Einwohner mit medizinischer Ausbildung, sodass sich die Bewohner des Ortes entweder selbst helfen oder auf einem Schiff Hilfe suchen mussten. Benannt wurde das Krankenhaus nach Camogli, dem Heimatort zweier italienischer Siedler, die 1892 auf der Insel ankamen.
Die Gebäude werden heute von Tierärzten und zur allgemeinen Lagerung genutzt.

### Camogli Healthcare Centre
Das Gesundheitszentrum wurde von November 2016 bis Juni 2017 gebaut und am 9. Juni 2017 eröffnet, daraufhin wurde das Camogli-Krankenhaus geschlossen. Neben einem Arzt arbeiten hier vier Krankenschwestern und zwei Zahntechniker (Stand Januar 2020).
Das Krankenhaus verfügt über folgende Einrichtungen:
- Einen Empfangs- und Wartebereich
- Zwei Arztpraxen
- Zwei Patientenstationen. Diese haben normalerweise jeweils ein Bett, können aber bei Bedarf auch zwei beherbergen
- Eine Pflegestation
- Einen Patienten- und Familienbereich mit Bibliothek und Verpflegungsmöglichkeiten
- Eine Apotheke
- Einen Notfallbehandlungsraum
- Einen Röntgenraum
- Ein kleines Pathologielabor
- Einen großen Operationssaal
- Eine Sterilisationssuite
- Zwei zahnärztliche Praxisräume
- Ein Dentallabor
- Einen Krankenwagen